# Nessos (Spiel)
Nessos ist ein Kartenspiel der japanischen Spieleautoren Takaaki Sayama und Toshiki Arao, das ursprünglich unter dem Titel Bakudan Takarabako  bei dem japanischen Verlag Comet und 2018 bei dem Verlag IELLO international als Nessos erschien. Bei dem Spiel handelt es sich um ein Bluff- und Deduktionsspiel. Ursprünglich handelte es sich thematisch um ein Spiel, bei dem Piraten möglichst viele Schätze sammeln und dabei Bomben vermeiden müssen, IELLO siedelte das Spiel thematisch in der griechischen Mythologie an.

## Thema und Ausstattung
Bei dem Spiel müssen die Spieler versuchen, möglichst wertvolle Amphorenkarten mit Fabelwesen der griechischen Mythologie zu sammeln. Gleichzeitig vermeiden sie, Charonkarten zu bekommen.
Das Spielmaterial besteht neben einer Spielanleitung aus:
- 40 Fabelwesenkarten, nummeriert von 1 bis 10 (jeweils vier Mal 1: Satyr, 2: Zentaur, 3: Nemeischer Löwe, 4: Minotaurus, 5: Greif, 6: Phönix, 7: Pegasus, 8: Zerberus, 9: Lernäische Hydra, 10: Medusa),
- 15 unnummerierte Charonkarten, und
- eine Startspielerfigur.

## Spielweise
Vor dem Spiel werden abhängig von der Spielerzahl entsprechend der Spielanleitung Karten aus dem Kartendeck entfernt, nur bei einer Partie mit 5 oder 6 Spielern wird die volle Kartenanzahl genutzt. Jeder Spieler bekommt zu Beginn des Spiels und nach dem Mischen fünf verdeckte Handkarten, die restlichen Karten bilden den Nachziehstapel. Danach wird ein Startspieler bestimmt, der die Startspielerfigur erhält.
Beginnend mit einem Startspieler wird das Spiel im Uhrzeigersinn gespielt. Der jeweils aktive Spieler wählt eine seiner Handkarten und bietet sie einem Mitspieler nach Wahl verdeckt an. Er darf dabei entweder eine Fabelwesenkarte wählen und muss laut die Nummer ansagen, die auf der Karte steht, oder eine Charonkarte wählen und eine beliebige Kartennummer ansagen (und dabei lügen). Der Spieler, der die Karte angeboten bekommt, darf diese ungesehen annehmen und offen vor sich ablegen, sie ungesehen ablehnen und sie dem anbietenden Spieler zurückgeben, der sie offen vor sich ablegen muss, oder er kann der Karte eine eigene Karte beifügen und diese beiden Karten mit Ansage der Nummer (oder im Fall einer Charonkarte einer beliebigen Nummer) einem anderen Spieler anbieten. Der Spieler, dem diese nun zwei Karten angeleboten werden, darf diese erneut entweder annehmen oder ablehnen sowie erneut eine Karte hinzufügen und einem anderen Spieler anbieten. Es darf niemals ein Set einem Spieler angeboten werden, der bereits Karten im Set hat. Nachdem sich drei Karten im Set befinden, dürfen keine mehr hinzugefügt werden.
Die Runde endet, wenn ein Spieler die Karten vor sich ablegt. Handelt es sich bei den aufgedeckten Karten um Fabelwesenkarten, kann sich der jeweilige Spieler die Punkte entsprechend der Nummerierung der Karten gutschreiben. Gelingt es einem Spieler ein Set aus den Kartenwerten 1, 2 und 3 zu sammeln, bekommt er zusätzlich 10 Bonuspunkte. Handelt es sich bei den aufgedeckten Karten um Charonkarten, bekommt der Spieler keine Punkte – sobald ein Spieler drei Charonkarten vor sich liegen hat, verliert er das Spiel und scheidet aus. Hat am Ende der Runde kein Spieler die Siegbedingungen erfüllt, können die Spieler mit weniger als 5 Karten ihre Handkartenanzahl wieder auf 5 auffüllen. Der Spieler links vom bisherigen Startspieler wird zum nächsten Startspieler.
Wenn ein Spieler eine vorgegebene Gesamtzahl überschreitet, die sich an der Spieleranzahl orientiert, gewinnt er das Spiel. Das Spiel endet, wenn entweder ein Spieler die vorgegebene Anzahl an Punkten erreicht oder nur noch ein Spieler im Spiel ist. Auch wenn insgesamt 9 Charonkarten aufgedeckt wurden, endet das Spiel; in dem Fall gewinnt der Spieler mit der höchsten Punktzahl.

## Geschichte und Rezeption
Das Spiel Nessos wurde von den Japanern Takaaki Sayama und Toshiki Arao entwickelt und ursprünglich unter dem Titel Bakudan Takarabako  bei dem japanischen Verlag Comet veröffentlicht. 2018 erschien eine überarbeitete Version unter dem Namen Nessos international bei dem Verlag IELLO, die deutsche Version wurde in Zusammenarbeit mit Hutter Trade veröffentlicht.

## Belege
1. 1 2 3 4 5 6  Nessos (Memento des Originals vom 7. April 2019 im Internet Archive)  Info: Der Archivlink wurde automatisch eingesetzt und noch nicht geprüft. Bitte prüfe Original- und Archivlink gemäß Anleitung und entferne dann diesen Hinweis., Spieleanleitung IELLO, 2018.
2. ↑  Nessos, Versionen bei BoardGameGeek. Abgerufen am 7. April 2019.